# Harley Bonner
Harley Bonner (Melbourne; 27 de abril de 1991) es un actor australiano conocido por haber interpretado a Joshua Willis en la serie Neighbours.

## Biografía
Harley es hijo de la actriz Carla Bonner, tiene un hermano menor llamado Jhye.
A inicios de 2014 comenzó a salir con la actriz Ariel Kaplan, sin embargo a relación terminó en el 2016.

## Carrera
En 2012 apareció como invitado en un episodio de la serie House Husbands donde dio vida a Adam.
El 20 de mayo de 2013 Harley se unió al elenco principal de la popular serie australiana Neighbours donde interpretó al joven Joshua Willis, el hijo de Brad Willis (Kip Gamblin) y Terese (Rebekah Elmaloglou) y hermano gemelo de Imogen Willis (Ariel Kaplan), hasta el 5 de abril de 2016 después de que su personaje muriera luego de las heridas que sufrió al estar en una explosión.
En 2021 se unirá al elenco de la popular serie australiana Home and Away donde dará vida al joven doctor Logan Bennett.

## Filmografía

### Series de televisión
| Año             | Título         | Personaje         | Notas          |
| --------------- | -------------- | ----------------- | -------------- |
| 2021 - presente | Home and Away  | Dr. Logan Bennett |                |
| 2013 - 2016     | Neighbours     | Joshua Willis     | 581 episodios  |
| 2012            | House Husbands | Adam              | episodio # 1.6 |